# Андрей Пастори
Андрей Пастори (на унгарски: Pászthory Endre) е унгарски учител по латински език, автор на българска граматика на латински език и първия учебник на италиански за българи.

## Биография
Андреаш Пастори е роден през 1824 г. в селището Батя в близост до град Калоча. Той е унгарец по рождение. Пастори завършва право и работи като нотариус в съдебен състав. По време на Освободителната борба на унгарците той е войник в артилерията, а от 1848 г. е лейтенант в трети батальон в седми корпус на армията. По време на военното примирие през 1849 г. той успява да избяга в Османската империя. В края на август 1849 г., Лайош Кошут и хиляди негови другари бягат във Видин, а след това турското правителство ги насочва към град Шумен в края на ноември. По-късно турското правителство интернира Кошут и близкия му антураж в Кютахя в Мала Азия. Лейтенант Ендре Пастори е сред войниците, които не придружават Кошут.
Пастори пристига в Пловдив през 1852 г., където директор на гимназията е Найден Геров. Тъй като иска да научи български език, Найден Гюров му подарява „Граматиката на Цанкови“ – Deutsch-Bulgarische Grammatik der Brüder Anton und Dragan Cankov, която е издадена във Виена през същата година. По това време Андреа Канова е епископ на Южната католическа епархия в Пловдив. Епископът започва да организира обучение на деца към Пловдивската католическа енория. Пастори започва работа като учител по латински към католическото училище към енорията и бързо научава българския език. В Пловдив той се запознава и с други местни пловдивски учители.
Пастори използва Граматиката на Цанкови не само за да учи български, но и като образец да напише през 1856 г. граматика на българския език, на латински език „Brevis Grammatica Bulgarica“. Това той посочва на титулната страница на ръкописа. Учебникът-граматика на Пастори включва 15 глави разположени на 129 страници. Тя се явява втората българска граматика на чужд език. Пастори е използвал и ръкописа на италианската граматика на българския език, написана от отец Едуард Валпа – италиански мисионер при католиците в пловдивско. Последният живее от 1841 г. при павликяните в Пловдив и село Калъчлии (сега кв. „Генерал Николаево“ на град Раковски). Пастори е писал българските думи с латински букви според фонетичните предписания, които са използвани от католиците тогава. Той също написва и „Българско-италианска грамматика за блъгары-ты“, издадена през 1862 г. в Пловдив.
Пастори е знаел и ползвал много езици: унгарски като роден език, немски, латински и италиански. В периода от 1852 до 1867 г. Пастори работи като учител в Пловдив, но многократно е командирован да преподава и в Букурещ. През 1867 г. той се завръща в родината си, където продължава да работи като народен учител в родното си място. Като бивш първи лейтенант става член на Военната асоциация в град Калоча.
През 1872 г. излизат поредица от статии в местната преса, където споделя своя опит прекаран в Пловдив:
- „Училищен случай в Европейска Турция“,
- „Метод за отглеждане на коприната в Румелия“ (тази статия е в три части),
- „Метод за производство на ориз в Румелия“,
- „Обработка на ориза след прибиране на реколтата в Румелия“.

В статията за училищното положение в България по това време Пастори пише: „Преподаването в по-малките градове и по-големите села се състои от четене и писане, но учениците с по-отлични способности учат география, природни науки и правилата на родните езици в допълнение към религията и морала... В последно време във всяка каза (окръг) са създадени средищни училища, където се събират младежи, които искат да научат повече. Това средищно училище може да се счита за гимназия и обикновено се състои от четири класа. Тук освен по-всеобхватните се преподават религиозни и нравствени науки, обща география, естествознание и история, устно (риторика), обемна аритметика, турски, гръцки и френски език; и може да се каже, че младото потомство постига задоволителен напредък в тези науки... По-късно се насочва изпита в края на годината, който продължава три до четири дни и след това има един или два месеца ваканция.“
Умира през 1890 г. в родното си място.
През 2020 г. в Батя е открита паметната плоча, на която пише, че в продължение на 20 години работи като уважаван учител, възпитаващ децата на пламенна любов към Родината. През март 2023 г. в навечерието на унгарския национален празник, българският посланик в Унгария Христо Полендаков поднася венец пред плочата на Пастори в Батя.

## История на ръкописа
Учебникът-граматика на Пастори остава неиздадена, но съхранен в библиотеката на католическата църква „Пресвето сърце Исусово“ в тогавашното село Генерал Николаево, днес квартал на град Раковски. След Втората световна война голяма част на архив на гореспоменатата католическа енория е предаден в Националната библиотека „Св.св. Кирил и Методий“ в София.
През 1970-те години д-р Кирил Костов открива тази граматика и започва да се занимава с нея. През 2013 г. граматиката е издадена с превод и коментар на немски и на български от Кирил Костов и Клаус Щайнке.